# 高仁生
高仁生（1930年—？），男，台湾台北人，中国教育工作者，曾任台盟天津市委副主委，第八、九届全国政协委员。